# Minggravsdammen
Minggravsdammen (kinesiska: 十三陵水库) är en reservoar i Kina.  Den ligger i Pekings storstadsområde, i den nordöstra delen av landet, 40 km norr om huvudstaden Peking. Minggravsdammen ligger 88 meter över havet. Arean är 2,3 kvadratkilometer. I omgivningarna runt Shisanling Shuiku växer i huvudsak buskskog. Den sträcker sig 2,1 kilometer i nord-sydlig riktning, och 2,4 kilometer i öst-västlig riktning.
Dammen har fått sitt namn från de närbelägna Minggravarna och var en anläggning under olympiska och paralympiska sommarspelen 2008